# Hawk Nelson

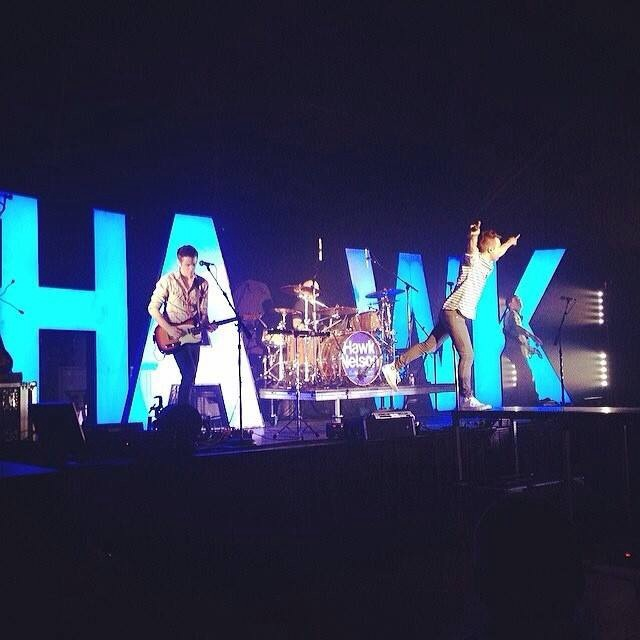
Hawk Nelson, 2014

Hawk Nelson ist eine christliche Pop-Punk-Band aus Peterborough, Ontario.

## Bandgeschichte
Die Band spielte ursprünglich für ein paar Jahre in Ontario, bevor sie einen Vertrag bei Tooth & Nail Records unterzeichneten. Im Juli 2004 erschien ihr Album Letters to the President. Die CD wurde von Aaron Sprinkle und Trevor McNevan produziert, die neun der fünfzehn Lieder mitgeschrieben haben.
Die Band hatte außerdem ein paar Mainstream-Erfolge.
Sie verkörperten „The Who“ in einer Episode des NBC-Dramas American Dreams und schrieben 2005 die Single Bring em out für den Film Deine, meine & unsere.
Im Oktober 2005 veröffentlichten Hawk Nelson Letters to the President neu. Sie brachten neues Material, einschließlich der Cover-Single My Generation von The Who, drei Acoustic-Versionen von einigen ihrer Hits und ein limitiertes Cover raus. Smile, It's the End of the World erschien im April 2006, die Single Everything You Ever Wanted wurde zum Nummer-eins-Hit im Christian Radio.
Hawk Nelson verbrachte den Sommer 2006 damit, auf verschiedenen Festivals zu spielen.
Am 22. September 2009 veröffentlichten Hawk Nelson ihr viertes Studioalbum Live Life Loud.

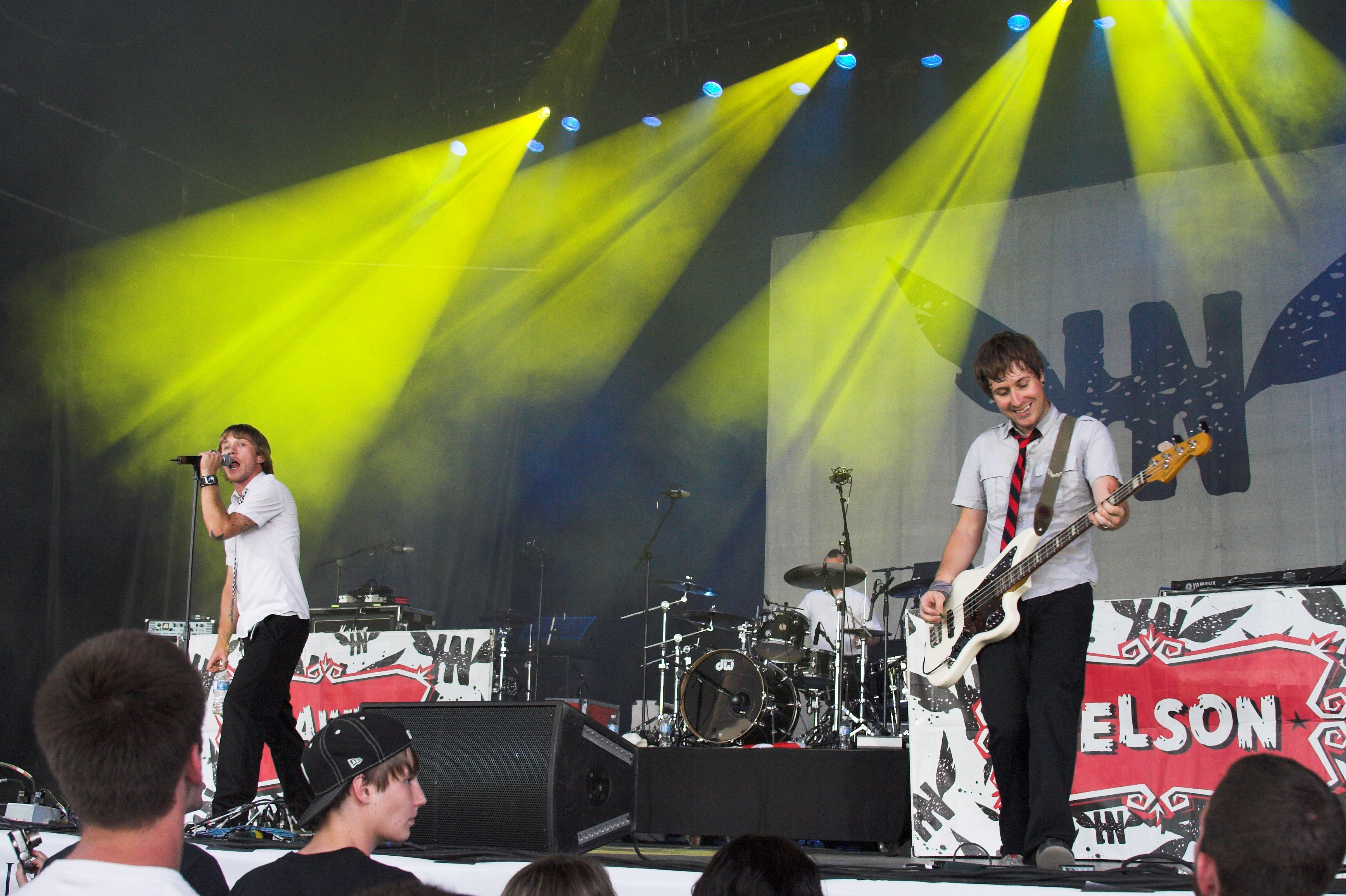
Hawk Nelson, 2009

Im Februar 2011 wurde das fünfte Album Crazy Love, das aus zwei CDs besteht, veröffentlicht.
Im Mai 2020 schrieb der Sänger und Gitarrist Jon Steingard auf Instagram, dass er nicht mehr an Gott glaubt. Er will sich in Zukunft mit Filmproduktion beschäftigen.

## Bandmitglieder
- Jonathan Steingard (Gitarre)
- Daniel Biro (Bass)
- Justin Benner (Schlagzeug)

## Ehemalige Bandmitglieder
- Davin „Dave“ Clark (Gitarre)
- Matt Paige (Schlagzeug)
- Aaron Tosti, Spitzname „Skwid“ (Schlagzeug)
- Jason Dunn (Gesang, Keyboard)

## Diskografie

### Alben
| Jahr | Titel Musiklabel                                               | Höchstplatzierung, Gesamtwochen, AuszeichnungChartplatzierungen (Jahr, Titel, Musiklabel, Platzierungen, Wochen, Auszeichnungen, Anmerkungen) | Höchstplatzierung, Gesamtwochen, AuszeichnungChartplatzierungen (Jahr, Titel, Musiklabel, Platzierungen, Wochen, Auszeichnungen, Anmerkungen) | Anmerkungen                              |
| Jahr | Titel Musiklabel                                               | US | Christ | Anmerkungen                              |
| ---- | -------------------------------------------------------------- | --- | --- | ---------------------------------------- |
| 2004 | Letters to the President Tooth & Nail Records                  | — | Christ35 (3 Wo.)Christ | Erstveröffentlichung: 13. Juli 2004      |
| 2006 | Smile, It’s the End of the World Tooth & Nail Records          | US75 (4 Wo.)US | Christ3 (56 Wo.)Christ | Erstveröffentlichung: 4. April 2006      |
| 2008 | Hawk Nelson Is My Friend Tooth & Nail Records / BEC Recordings | US34 (3 Wo.)US | Christ1 (32 Wo.)Christ | Erstveröffentlichung: 1. April 2008      |
| 2009 | Live Life Loud! Tooth & Nail Records / BEC Recordings          | US54 (3 Wo.)US | Christ3 (16 Wo.)Christ | Erstveröffentlichung: 22. September 2009 |
| 2011 | Crazy Love Tooth & Nail Records                                | US87 (1 Wo.)US | Christ3 (12 Wo.)Christ | Erstveröffentlichung: 8. Februar 2011    |
| 2013 | Made Fair Trade Services                                       | US192 (1 Wo.)US | Christ15 (14 Wo.)Christ | Erstveröffentlichung: 2. April 2013      |
| 2015 | Diamonds Fair Trade Services                                   | — | Christ12 (30 Wo.)Christ | Erstveröffentlichung: 17. März 2015      |
| 2018 | Miracles Fair Trade Services                                   | — | — | Erstveröffentlichung: 6. April 2018      |

### EPs
- Saturday Rock Action (2003)
- California EP (2004)
- Bring Em Out from the MGM Motion Picture "Yours, Mine, And Ours – EP (2005) (nur im iTunes Store erhältlich)
- Gloria EP (November 2006)
- One Little Miracle EP (Oktober 2008)
- Let’s Dance: The Remixes (Dezember 2008)
- Summer EP (Juni 2009)
- The Light Sides (Februar 2011)
- Christmas EP (November 2011)

### Singles
| Jahr | Titel Album                                                 | Höchstplatzierung, Gesamtwochen, AuszeichnungChartsChartplatzierungen (Jahr, Titel, Album, Platzierungen, Wochen, Auszeichnungen, Anmerkungen) | Anmerkungen         |
| Jahr | Titel Album                                                 | Christ | Anmerkungen         |
| ---- | ----------------------------------------------------------- | --- | ------------------- |
| 2006 | Everything You Ever Wanted Smile, It’s the End of the World | Christ14 (10 Wo.)Christ |                     |
| 2006 | The Show Smile, It’s the End of the World                   | Christ20 (10 Wo.)Christ |                     |
| 2006 | Zero Smile, It’s the End of the World                       | Christ17 (16 Wo.)Christ |                     |
| 2007 | I Heard the Bells Gloria EP                                 | Christ25 (1 Wo.)Christ |                     |
| 2007 | Friend Like That Hawk Nelson Is My Friend                   | Christ19 (15 Wo.)Christ |                     |
| 2008 | One Little Miracle Hawk Nelson Is My Friend                 | Christ24 (15 Wo.)Christ |                     |
| 2009 | Live Life Loud Live Life Loud!                              | Christ50 (1 Wo.)Christ |                     |
| 2009 | The Meaning of Life Live Life Loud!                         | Christ37 (11 Wo.)Christ |                     |
| 2010 | Crazy Love                                                  | Christ22 (20 Wo.)Christ |                     |
| 2011 | Your Love Is a Mystery Crazy Love                           | Christ43 (15 Wo.)Christ |                     |
| 2013 | Words Made                                                  | Christ2 (43 Wo.)Christ | feat. Bart Millard  |
| 2013 | Faithful Made                                               | Christ34 (13 Wo.)Christ |                     |
| 2014 | A Million Miles Away Made                                   | Christ43 (6 Wo.)Christ |                     |
| 2015 | Drops in the Ocean Diamonds                                 | Christ5 (30 Wo.)Christ |                     |
| 2016 | Diamonds                                                    | Christ8 (26 Wo.)Christ |                     |
| 2017 | Live Like You’re Loved Diamonds                             | Christ15 (26 Wo.)Christ |                     |
| 2017 | He Still Does (Miracles) Miracles                           | Christ22 (27 Wo.)Christ |                     |
| 2018 | Never Let You Down Miracles                                 | Christ42 (4 Wo.)Christ | feat. Hunter & Tara |

Weitere Singles
- Every Little Thing (2004)
- Letters to the President (2004)
- Things We Go Through (2004)
- Take Me (2004)
- The One Thing I Have Left (2004)
- You Have What I Need (2008)
- Let’s Dance (2008)
- Alive (2009)
- Skeleton (2010)
- Just Getting Started (2014)
- The Great Unknown (2015)
- Sold Out (2015)
- Right Here With You (feat. MDSN) (2018)
- Parachute (2018)